# Saijo
Saijo (西条市 -shi) é uma cidade japonesa localizada na província de Ehime.

## História
Uma possível origem do nome da cidade acha-se nos documentos de Kiko-ji em Niihama: a região era dividida por pequenas montanhas num "bairro occidental" (Saijo) e num "bairro oriental" (Tojo, agora Niihama).
Em 1 de Novembro de 2004 a cidade tinha uma população estimada em 116 687 habitantes e uma densidade populacional de 229 h/km². Tem uma área total de 509,78 km².
Recebeu o estatuto de cidade a 29 de Abril de 1941.
A 1 de Novembro de 2004 a cidade de Toyo, Komatsu e Tanbara foram fundidas com Saijo.
Em resultado desta fusão a cidade passou a ter uma população de 116 687 habitantes e uma densidade populacional de 229 pessoas por km². A sua área total passou a ser de 509,78 km².

## Pessoas ligadas à Saijō
- Hideo Ochi, mestre e campeão de karate
- Yuto Nagatomo, futebolista da Internazionale

## Cidade-irmã
- Baoding, China, 1997